# Killenard
Killenard är en ort i republiken Irland.   Den ligger i grevskapet Laois och provinsen Leinster, i den centrala delen av landet, 60 km väster om huvudstaden Dublin. Killenard ligger 107 meter över havet och antalet invånare är 622.
Terrängen runt Killenard är huvudsakligen platt. Killenard ligger uppe på en höjd.Runt Killenard är det ganska glesbefolkat, med 21 invånare per kvadratkilometer. Närmaste större samhälle är Portarlington, 4,3 km nordväst om Killenard. Trakten runt Killenard består i huvudsak av gräsmarker.